# Tom van de Looi
Tom van de Looi, né le 2 juillet 1999 à Bréda aux Pays-Bas, est un footballeur néerlandais qui évolue au poste de milieu défensif au FC Famalicão.

## Biographie

### FC Groningue
Né à Bréda aux Pays-Bas, Tom van de Looi est formé au FC Groningue. Il est intégré au groupe professionnel au cours de la saison 2017-2018 et dispute son premier match le 21 janvier 2018 contre Willem II. Il est titularisé ce jour-là et la partie se solde par un match nul de un partout. À la suite de ses débuts prometteurs il est systématiquement titularisé en équipe première en jouant l'intégralité des matchs, et ce jusqu'à la fin de la saison.

### NEC Nimègue
Le 14 août 2019, Tom van de Looi rejoint le NEC Nimègue sous la forme d'un prêt d'une saison. Il portera le numéro 6 avec le NEC,.

### Brescia Calcio
Le 14 septembre 2020, Tom van de Looi s'engage en faveur du Brescia Calcio,. Il joue son premier match sous ses nouvelles couleurs le 26 septembre 2020, lors de la première journée de la saison 2020-2021 de Serie B, contre l'Ascoli Calcio. Il entre en jeu à la place de Jaromír Zmrhal et les deux équipes se séparent sur un match nul de un but partout.

### Équipe nationale
Avec les moins de 17 ans, il participe au championnat d'Europe des moins de 17 ans en 2016. Lors de cette compétition, il ne dispute qu'une seule rencontre, face à l'Espagne, où il joue seulement une minute. Les Pays-Bas s'inclinent en demi-finale face au Portugal.
Avec les moins de 18 ans, il inscrit un but lors d'un match amical face à l'Allemagne en octobre 2016. Par la suite, avec les moins de 19 ans, il marque un but contre la Norvège en en mars 2018. Cette rencontre gagnée sur le large score de 1-6 rentre dans le cadre des éliminatoires de l'Euro des moins de 19 ans 2018.
Il joue son premier match avec les moins de 20 ans le 16 octobre 2018, contre la Pologne. Il s'illustre lors de ce match en délivrant une passe décisive (victoire 4-1).